# Acyphoderes longicollis
Acyphoderes longicollis är en skalbaggsart som beskrevs av Chemsak och Noguera 1993. Acyphoderes longicollis ingår i släktet Acyphoderes och familjen långhorningar. Inga underarter finns listade i Catalogue of Life.